# Eastman-Bixler-Syndrom
Das Eastman-Bixler-Syndrom oder Fazio-kardio-renales Syndrom ist eine sehr seltene vermutlich angeborene Erkrankung mit geistiger Behinderung, Hufeisennieren und angeborenen Herzfehlern.
Die Bezeichnung bezieht sich auf eine Fallbeschreibung durch die Autoren J. R. Eastman und den US-amerikanischen Zahnarzt und Genetiker D. Bixler von 1977.

## Vorkommen
Die Häufigkeit wird mit unter 1 zu 1.000.000 angegeben, die Vererbung erfolgt autosomal-rezessiv.
Bislang wurden nur zwei Familien beschrieben.

## Klinische Erscheinungen
Unter den Dysmorphiezeichen finden sich Plagiozephalie, Jochbeinhypoplasie, breiter Nasenrücken, schmales Philtrum, eine Gaumenspalte und verminderte Zahnanlagen.
Unter den Herzfehlern fand sich eine Endokard-Fibroelastose und ein Prolaps der Trikuspidalklappe.